# Bahrains flagga
Bahrains flagga består av ett inre vitt vertikalt band och ett bredare rött band som avgränsas av en sågskura med fem spetsar. Den nuvarande utformningen av flaggan tillkom 2002. Den är snarlik Qatars flagga, men färgen och antalet tänder i sågskuran skiljer dem åt.

## Historik
Tidigare var antalet taggar i sågskuran större än fem, men 2002 ändrades antalet för att symbolisera islams fem pelare. Den röda färgen står för den muslimska gruppen kharijiter, och den äldsta kända flaggan från Bahrain var helt röd. I samband med ett fördrag med Storbritannien 1820 (General Maritime Treaty) infördes det vita fältet som ett sätt att visa att den inte var en sjörövarflagga. Gränsen mellan de röda och vita fälten var ursprungligen rak, men ändrades till en sågskura 1932 som ett sätt att skilja flaggan från Dubais flagga. Proportionerna är 3:5.

## Tidigare flaggor

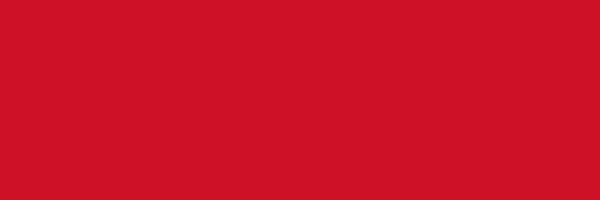
Flaggan före 1820 (helt röd)
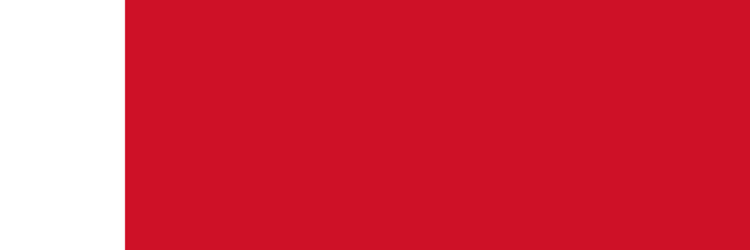
Flaggan 1820-1932 (vitt band till vänster)
Flaggan 1932-1972  (28 vita flikar)
Flaggan 1972-2002  (åtta vita flikar)

## Provinsernas flaggor
Var och en av Bahrains fyra provinser har en egen flagga.

Huvudstadsprovinsen
Muharraqprovinsen
Norra provinsen
Södra provinsen